# Норт-Плейнфілд (Нью-Джерсі)
Норт-Плейнфілд (англ. North Plainfield) — місто (англ. borough) в США, в окрузі Сомерсет штату Нью-Джерсі. Населення — 22 808 осіб (2020).

## Географія
Норт-Плейнфілд розташований за координатами 40°37′17″ пн. ш. 74°26′22″ зх. д. / 40.62139° пн. ш. 74.43944° зх. д. (40.621255, -74.439466).  За даними Бюро перепису населення США в 2010 році місто мало площу 7,27 км², з яких 7,24 км² — суходіл та 0,03 км² — водойми.

## Демографія
Згідно з переписом 2010 року, у селищі мешкало 21 936 осіб у 7448 домогосподарствах у складі 5265 родин. Було 7848 помешкань
Расовий склад населення:
| - 55,0 % — білих - 18,8 % — чорних або афроамериканців - 5,8 % — азіатів - 0,3 % — корінних американців - 0,1 % — вихідців з тихоокеанських островів - 16,0 % — осіб інших рас |

До двох чи більше рас належало 4,0 %. Частка іспаномовних становила 44,2 % від усіх жителів.
За віковим діапазоном населення розподілялося таким чином: 24,5 % — особи молодші 18 років, 67,1 % — особи у віці 18—64 років, 8,4 % — особи у віці 65 років та старші. Медіана віку мешканця становила 35,1 року. На 100 осіб жіночої статі у селищі припадало 100,8 чоловіків;  на 100 жінок у віці від 18 років та старших — 98,5 чоловіків також старших 18 років.
Середній дохід на одне домашнє господарство  становив 79 691 долар США (медіана — 66 272), а середній дохід на одну сім'ю — 87 371 долар (медіана — 78 359). Медіана доходів становила 44 056 доларів для чоловіків та 45 237 доларів для жінок. За межею бідності перебувало 10,6 % осіб, у тому числі 15,3 % дітей у віці до 18 років та 5,8 % осіб у віці 65 років та старших.
Цивільне працевлаштоване населення становило 12 411 осіб. Основні галузі зайнятості: освіта, охорона здоров'я та соціальна допомога — 18,8 %, виробництво — 16,3 %, роздрібна торгівля — 11,3 %, науковці, спеціалісти, менеджери — 10,9 %.